# Oregon (Missouri)
Oregon település az Amerikai Egyesült Államok Missouri államában, Holt megyében, melynek megyeszékhelye is. Lakosainak száma 837 fő (2020. április 1.).

## Népesség
A település népességének változása:

| 2010 | 857 |
| 2020 | 837 |